# Костин, Пётр Трофимович
Пётр Трофимович Костин (31 декабря 1916, Сиалеевская Пятина, Пензенская губерния — 14 апреля 1986, Москва) — советский военный деятель, организатор космической разведки, генерал-лейтенант (1984). Первый руководитель Центра космической разведки (1961—1974), заместитель начальника ГРУ ВС СССР по вооружению (1974—1986). Лауреат Ленинской премии (год?).

## Биография
Родился 31 декабря 1916 года в селе Сиалеевская Пятина Инсарского уезда (ныне — Инсарского района Республики Мордовия).
С 1936 по 1938 год обучался в Ленинградском политехническом институте имени М. И. Калинина, с 1938 по 1941 год в Военной электротехнической академии связи. С 1941 года участник Великой Отечественной войны в составе Отряда специального назначения ГРУ РККА в должностях заместитель командира и с 1942 года — командира 313-го отдельного радиодивизиона, воевал на Юго-Западном, Воронежском и 1-м Украинском фронтах, во главе своего дивизиона был участником Берлинской наступательной операции.
С 1945 года — начальник отдела радиотехнической разведки Разведывательного управления Центральной группы войск. С 1950 года служил в центральном аппарате Главного разведывательного управления Вооружённых Сил СССР в должностях — начальник отделения 2-го отдела (радиотехническая разведка), с 1955 по 1961 год — начальник направления радиотехнической разведки Управления радио- и радиотехнической разведки, был руководителем секретной операции «Круг». По воспоминаниям генерал-лейтенанта П. С. Шмырёва:

Мы тогда создавали совершенно новую технику, — Не буду скрывать, использовали немецкую разработку — уникальный радиопеленгатор, обладающий очень высокой чувствительностью, большой дальностью и точностью. Так вот, немцы сделали два таких радиопеленгатора. Один был направлен на запад против англичан и американцев, другой — против нас. Американцы захватили западный пеленгатор и сделали по образу и подобию германского свой. Мы же взяли восточный пеленгатор и поступили примерно также. Ленинградский институт разобрался в этой системе и на его базе создал свой образец. Построили, установили его под Москвой. Но потом вышло постановление, подписанное Сталиным. Он фундаментально подошёл к проблеме и приказал установить на территории страны 30 таких аппаратов. Главному разведуправлению досталось 12 образцов, остальные распределили в НКВД, ВВС. Было решено установить их в Мурманске, Ленинграде, под Москвой, в Одессе, в Алма-Ате, Ашхабаде, Иркутске и других городах страны. Так вот, эту большую и сложную работу поручили возглавить Петру Костину. Проект получил условное название «Круг». Петр Трофимович успешно справился с задачей
С 1961 по 1974 год — начальник Центра космической разведки (11-е управление ГРУ), в должности руководителя этого центра П. Т. Костин принимал активное участие в подготовке и эксплуатации разведывательных космических аппаратов «Зенит» и их различных модификаций. П. Т. Костин совместно с руководством Центра подготовки космонавтов и ответственным за космос в Военно-воздушных силах Н. П. Каманиным внёс вклад в разработку научно-исследовательских программ, проводимых членами экипажей по военной программе «Алмаз», в том числе орбитальных станций «Салют-3» и «Салют-5».
С 1974 по 1986 год — заместитель начальника ГРУ ВС СССР по вооружению.
Скончался 14 апреля 1986 года в Москве, похоронен на Ваганьковском кладбище, участок 26.

## Награды
- три ордена Отечественной войны I степени (12.12.1944, 11.06.1945 и 06.04.1985[6])
- два ордена Трудового Красного Знамени
- два ордена Красной Звезды (13.11.1942, 03.11.1953)
- Орден «За службу Родине в Вооружённых Силах СССР» III степени
- Медали, в том числе:
  - «За боевые заслуги» (20.6.1949)
  - «За победу над Германией» (9.5.1945)
  - «За взятие Берлина» (9.6.1945)
  - «За освобождение Праги» (9.6.1945)

## Высшие воинские звания
- Генерал-майор инженерно-технической службы (9.05.1961)
- Генерал-лейтенант инженерно-технической службы (25.10.1967)
- Генерал-лейтенант-инженер (18.11.1971)
- Генерал-лейтенант (26.04.1984)